# 比尼亚莱斯山谷
比尼亚莱斯山谷（西班牙語：Valle de Viñales），位于古巴西部比那尔德里奥省，具有典型的喀斯特地形，山谷面积132km2。山谷内主要进行烟草种植，农场和村庄的当地建筑是该地区的文化特色。
1999年，联合国教科文组织将其列入世界遗产名录。

## 农业

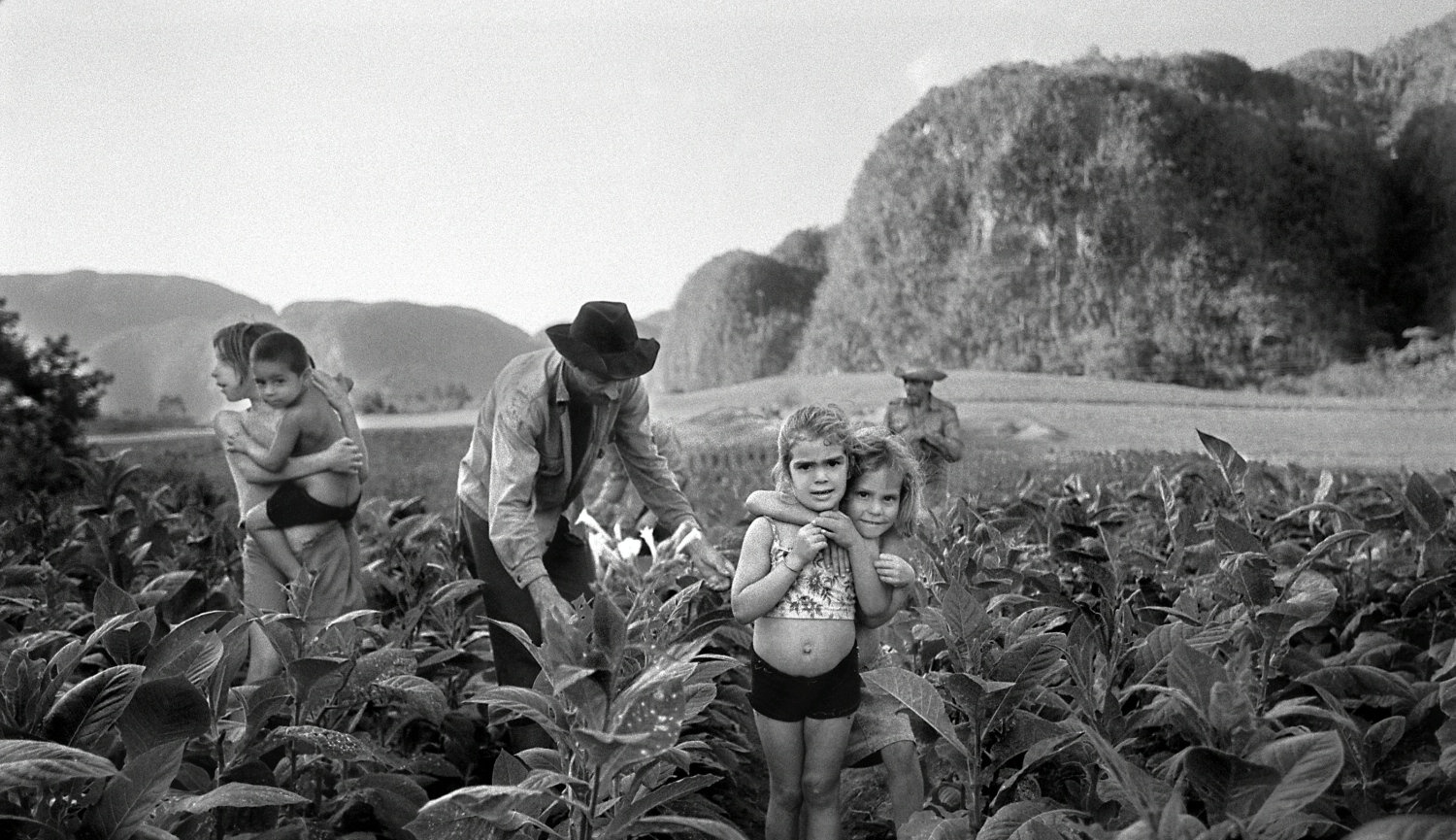
曼努埃尔·里维拉-奥尔蒂斯: 烟草收获。比尼亚莱斯山谷。古巴 (2002)

比尼亚莱斯山谷主要种植烟草，通常情况下，使用最传统的农业生产方式。

## 地理
比尼亚莱斯山谷有一处明显的峭壁，就像从最低处升起来的岛，这是典型的灰岩残丘。山谷内还有无数类似丘陵的突起。

## 旅游
游客到该地旅游主要为了开展徒步旅行和攀岩。当地的攀岩发展得益于当地旅游部门在前几年开发多条新线路。

## 登録基準
该世界遗产被认为满足世界遺產登錄基準中的以下基準而予以登錄：
- （iv）关于呈现人类历史重要阶段的建筑类型，或者建筑及技术的组合，或者景观上的卓越典范。

## 图集

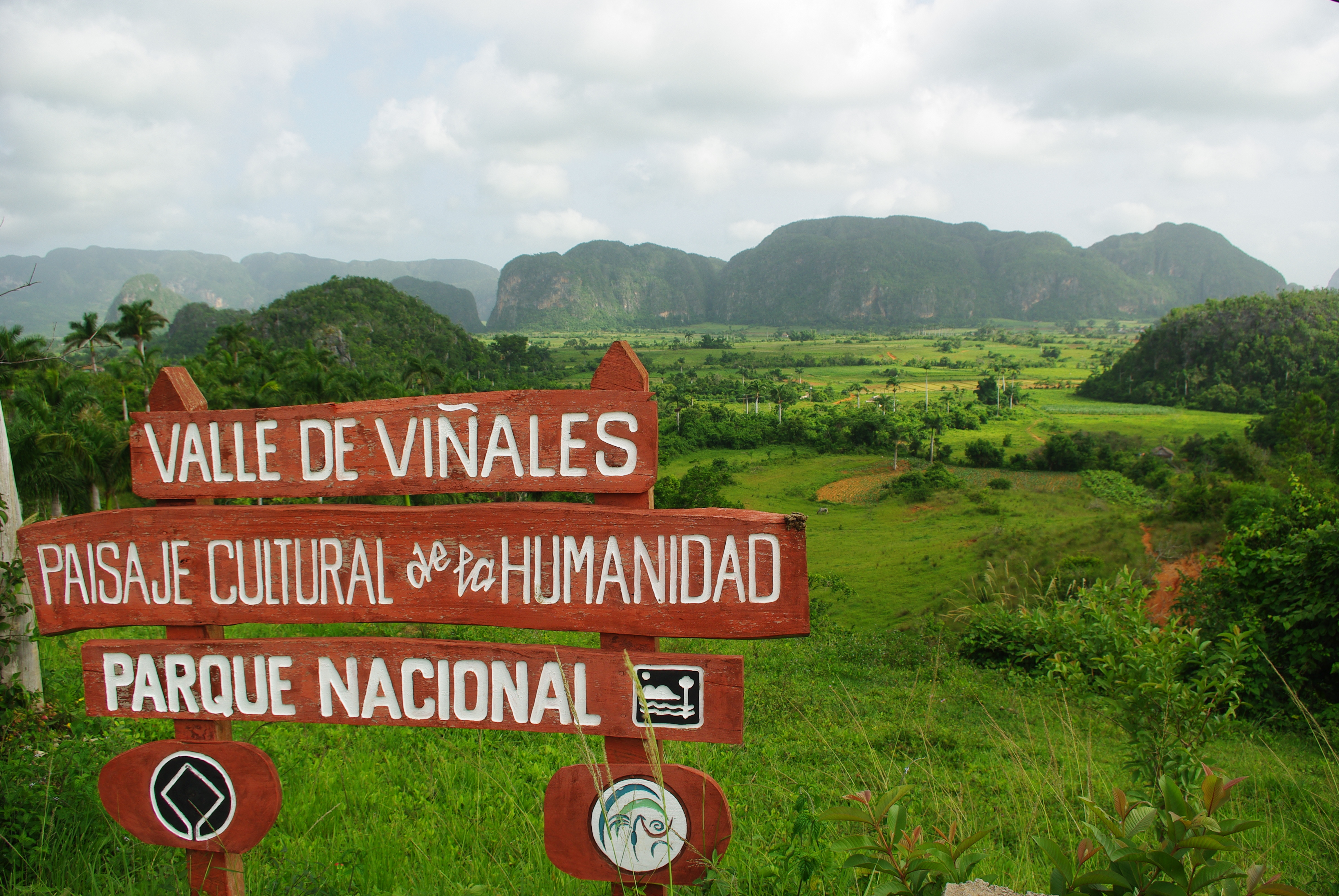
比尼亚莱斯山谷
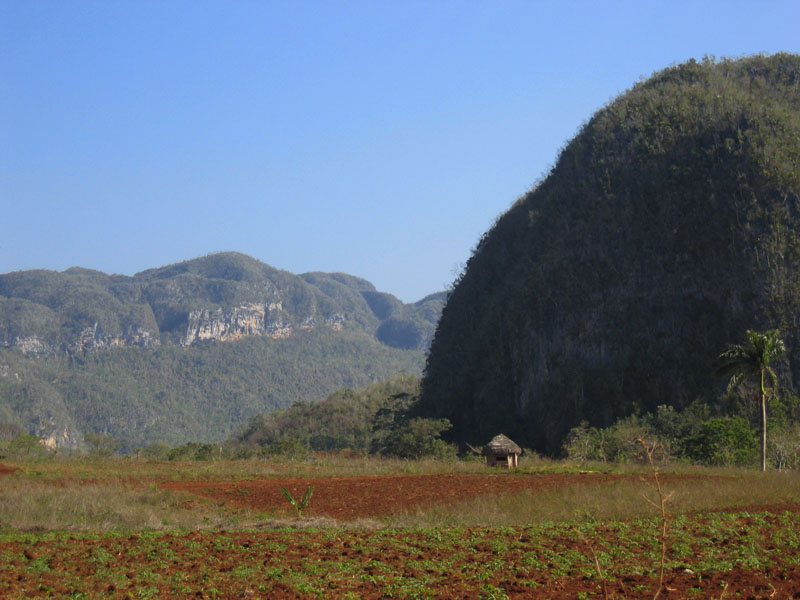
灰岩残丘
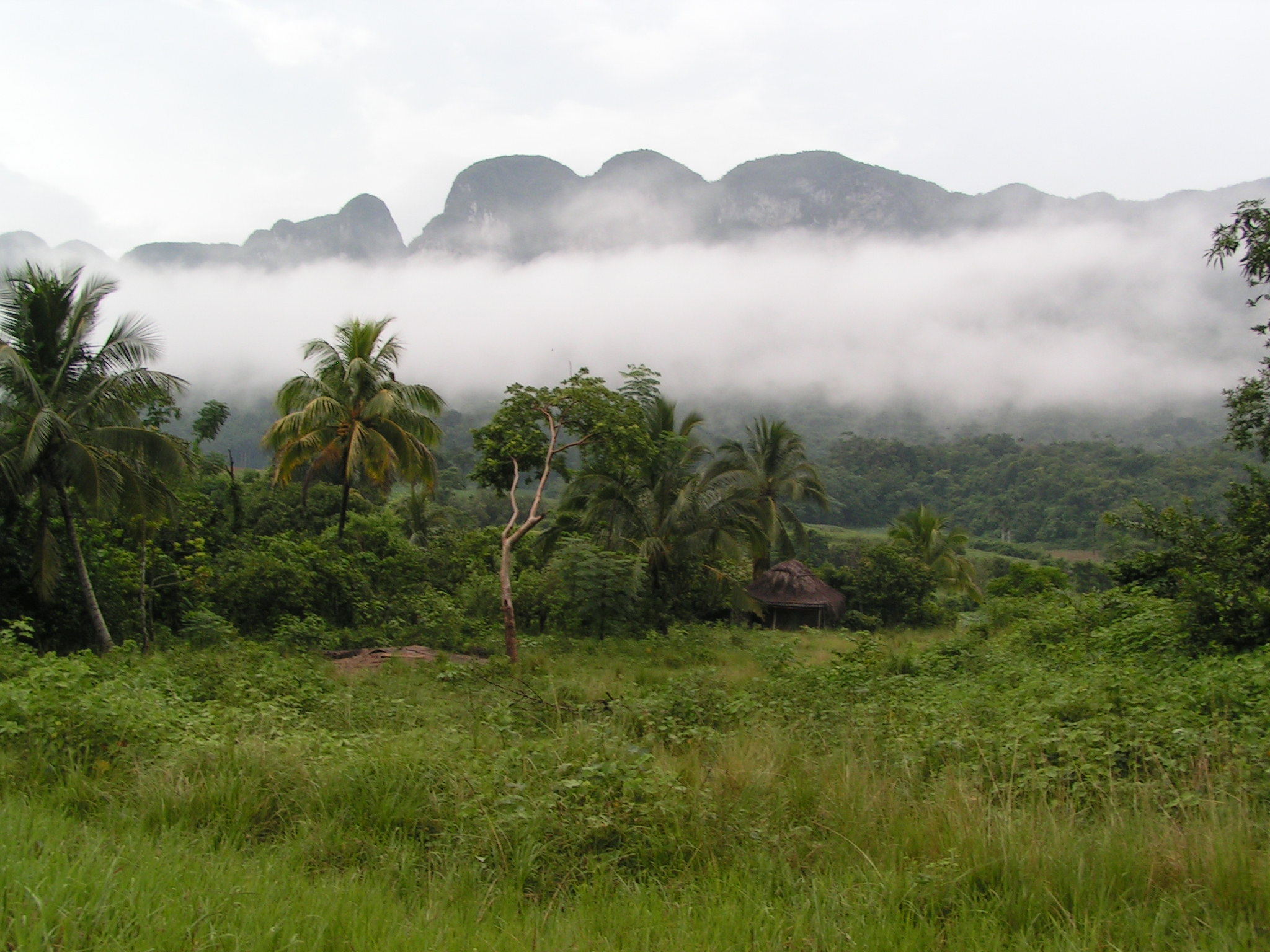
山谷中的雾气
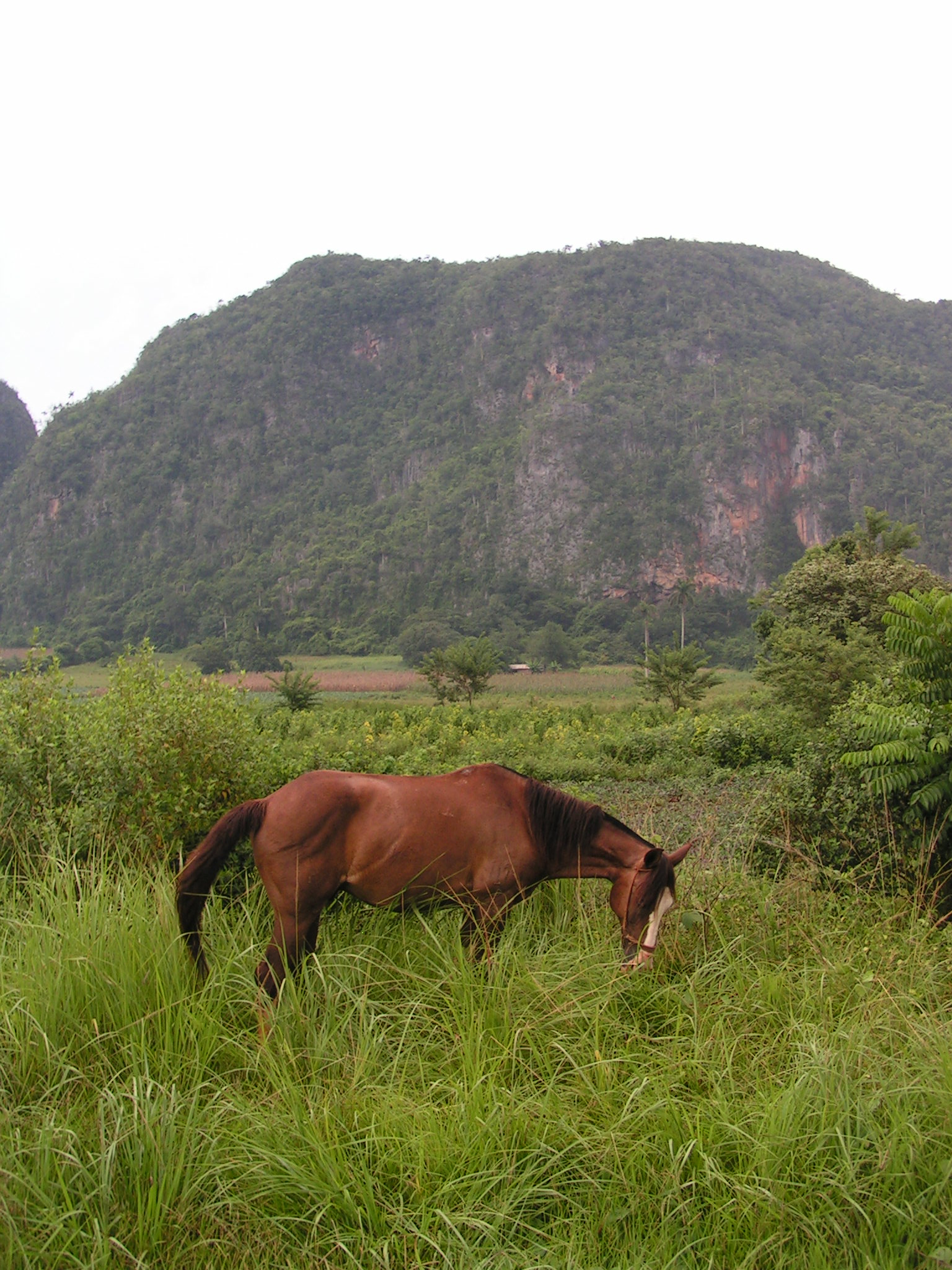
谷内